# Home (ER)
Home is de negende aflevering van het tweede seizoen van de televisieserie ER, die voor het eerst werd uitgezonden op 7 december 1995.

## Verhaal
Dr. Greene krijgt een telefoontje met de mededeling dat zijn vrouw en dochter een ongeluk hebben gehad. Hij haast zich naar het ziekenhuis in Milwaukee om hen te bezoeken, daar aangekomen ontdekt hij dat zijn vrouw een affaire heeft met een collega. 
Een architect met schizofrenie komt naar de SEH voor behandeling. Hathaway en Boulet zijn bezorgd over hem als zij ontdekken dat hij geen verblijfplaats heeft, zij proberen hem ergens onder te brengen.
Dr. Lewis krijgt de mogelijkheid om een behandeling te bespreken op een medische conferentie, zij kiest voor Suzie en bedankt voor de uitnodiging. Ondertussen krijgt zij een brief van Chloe, in de brief zit ook $3000, -.
Zonder dat Dr. Benton het weet schrijft Carter hem in voor een prestigieuze stage bij Dr. Vucelich. De relatie met Harper raakt nu in een stroomversnelling als zij een plek zoeken in het ziekenhuis om te vrijen. 

## Rolverdeling

### Hoofdrol
- Anthony Edwards - Dr. Mark Greene
- Christine Harnos - Jennifer Greene
- Yvonne Zima - Rachel Greene
- George Clooney - Dr. Doug Ross
- Eriq La Salle - Dr. Peter Benton
- Sherry Stringfield - Dr. Susan Lewis
- William H. Macy - Dr. David Morgenstern
- Laura Innes - Dr. Kerry Weaver
- Ron Rifkin - Dr. Carl Vucelich
- Michael B. Silver - Dr. Paul Myers
- Noah Wyle - John Carter
- Christine Elise - Harper Tracy
- Gloria Reuben - Jeanie Boulet
- Julianna Margulies - verpleegster Carol Hathaway
- Ellen Crawford - verpleegster Lydia Wright
- Yvette Freeman - verpleegster Haleh Adams
- Conni Marie Brazelton - verpleegster Connie Oligario
- Abraham Benrubi - Jerry Markovic
- Kristin Minter - Randi Fronczak
- Ron Eldard - ambulancemedewerker Ray 'Shep' Shepard
- Emily Wagner - ambulancemedewerker Doris Pickman
- Lyn Alicia Henderson - ambulancemedewerker Pamela Olbes

### Gastrol
- Adam Goldberg - Joshua Shem / Mr. Sullivan
- Bruce Nozick - Craig Simon
- Barbara Tyson - Gwen
- Piper Laurie - Sarah Ross
- Susan Lee Hoffman - Alice
- Karen Ludwig - Madeline Shem
- Jennifer Crystal - Reba
- Gabriel Dell Jr. - Michael
- Lisa Dinkins - Dr. Musgrave, chirurg in Milwaukee

en vele andere